# Comunidad campesina de Huilloc
Huilloc es una comunidad campesina ubicada en el distrito de Ollantaytambo en la provincia de Urubamba de la región Cusco en Perú.
Está reconocida como una comunidad campesina según la Resolución 282-95-DRA-RI del 13 de noviembre de 1995 y listada como pueblo originario quechua dentro de la base de datos del estado peruano. Es una de las treinta y seis comunidades campesinas en el distrito de Ollantaytambo,  y una de las 927 comunidades campesinas en la región Cusco reconocidas por el gobierno del Perú.

## Ubicación
La comunidad campesina de Huilloc se encuestra situada en el corazón del valle sagrado, en dirección al noreste del distrito de Ollantaytambo a una distancia aproximada de 15 km, provincia de Urubamba, en el departamento de Cusco. Huilloc forma parte de la cuenca del valle de Patacancha interconectando a las comunidades de Pallata, Qillqanqa, Yanamayo, Patacancha, T’astayoc. El acceso en la cuenca del valle de Patacancha, tiene como única vía una carretera conectando a Ollantaytambo.

## Demografía

### Sectores
La comunidad está distribuida en diez sectores: Huilloc Chimpa, Huilloc Pampa, Pacchaq Baja, Muthuy Pata, Pacchaq Baja, Pacchaq Alta, Markaqucha, Rukha, Rayan Kancha, Huchuy Patacancha, Chiqchikancha.

## Clima y altitud
El clima en la comunidad de Huilloc es húmedo y frio. En promedio la temperatura oscila entre 7 C° a 9 C° en promedio. En los meses de mayo, junio y julio hay presencia de heladas, la temperatura disminuye llegando bajo cero donde los pobladores aprovechan en la elaboración de moraya y chuño.
La cuenca del valle de Patacancha se extiende desde el piso de valle que está a 2763 msnm, referenciada por el distrito de Ollantaytambo, hasta la región de puna a 4500 m s. n. m. La comunidad de Huilloc se ubica en la parte intermedia de este valle interandino a una altura aproximada de 3540 m s. n. m.

## Eventos
En diciembre en la comunidad de Huilloc, hombres y mujeres de diferentes edades inician una actividad de siembra de queunas, generando en la comunidad bosques andinos alrededor de 680 hectáreas de tierras comunales reforestadas.